# Jared Bush
Jared Bush (12 de junio de 1974) es un guionista, director y productor ocasional estadounidense. Es el creador de la serie animada de Disney XD Penn Zero: Casi Héroe. Además, es conocido por escribir y codirigir en 2021 el Clásico Disney número 60, Encanto, junto con el director Byron Howard.

## Carrera
Bush fue guionista y coproductor de varias series de televisión como All of Us, una serie de TV reconocida creada por el actor Will Smith y la actriz y productora Jada Pinkett Smith. Fue miembro del equipo de escritura de la serie de NBC, Who wants to Marry my Dad?. También de la reconocida serie sitcom A pesar de todo. Jared se une a Walt Disney Television Animation para crear una serie de animación cómica-aventurera llamada Penn Zero: Part-Time Hero que fue estrenada en diciembre del 2014. El 22 de abril de 2015, Disney anuncia que la serie será renovada para una segunda temporada.
En 2013, se anunció que Walt Disney Animation Studios estaría haciendo una película sobre animales antropomórficos y una metrópolis llena de ellos donde habitan llamada Zootopia y se anuncia a Byron Howard como director y Bush como escritor. En marzo del 2014, Disney confirma a Rich Moore, director de Wreck-It Ralph como director de la cinta junto a Howard, y a Jared como codirector también.

## Filmografía

### Cine
- 2000 - What Lies Beneath. (Asistente de producción)
- 2002 - Baby Bob. (Equipo de escritura y asistente de escritores)
- 2002 - A pesar de todo. (Asistente de escritores
- 2003 - Stupid Behavior: Caught on Tape. (Escritor)
- 2003 - Dumb and Dumber. (Escritor)
- 2014 - Big Hero 6. (Equipo creativo)
- 2016 - Zootopia. (Codirector y Guionista)
- 2016 - Moana. (Guionista)
- 2021 - Encanto. (Director y Escritor)

### Televisión
- 2003 - 2004. - Who wants to Marry my Dad. (Escritor)
- 2004 - 2007. - All of Us. (Escritor, coproductor y editor de historia)
- 2014 - 2017. - Penn Zero: Part-Time Hero. (Creador, escritor y productor ejecutivo)